# Chromadorita pachydema
Chromadorita pachydema är en rundmaskart. Chromadorita pachydema ingår i släktet Chromadorita, och familjen Chromadoridae. Arten är reproducerande i Sverige.